# 雪诺大人
〈雪诺大人〉（英語：Lord Snow）是HBO中世纪奇幻电视系列剧权力的游戏的第三集。2011年5月1日首次播出。该剧由大卫·贝尼奥夫和D·B·魏斯编剧，由多次执导该系列剧集的布莱恩·柯克执导，这一集是他的导演处女作。
剧情讲述了琼恩·雪诺在绝境长城的接受训练，艾德到达君临，凯特琳紧随其后，寻找试图杀害布兰的凶手，艾莉亚向她的父亲表达了学习剑术的渴望，乔佛里从瑟曦那里学习到了如何统治王国，劳勃怀念过去的辉煌。与此同时，丹妮莉丝得知自己怀孕了。这一集特别致敬了老奶妈，其扮演者玛格丽特·约翰在剧集播出之前就已经去世了。
这一集的标题取自于残酷的守夜人教头艾里沙·索恩给琼恩·雪诺取的蔑称，讽刺他虽然出身贵族却要戍守绝境长城。
本集受到好评，其中，麦茜·威廉姆斯对于艾莉亚·史塔克的塑造、剑术课、御前会议，以及该剧集的进一步的人物塑造备受好评。这一集在美国最初播出时的观众人数达到了240万。

## 情节

### 在多斯拉克海
成为卓戈的妻子后，丹妮莉丝逐渐获得信心，赢得了被流放的骑士乔拉·莫尔蒙的尊重，但是她与哥哥韦赛里斯的关系变得紧张起来，韦赛里斯认为她向自己发号施令，感到愤怒并攻击她，也因此差点被丹妮莉丝的血盟卫拉卡洛勒死，虽然丹妮莉丝的赦免了他，他却不得不步行回到营地。
伊丽发现丹妮莉丝怀孕了，并把这个消息告诉乔拉和拉卡洛。乔拉似乎对此并不开心，并偷偷地去自由城邦科霍尔寻找补给。在帐篷中，丹妮莉斯告诉卓戈自己怀了一个男孩。

### 在临冬城
布兰醒来后，老奶妈给他讲了一个故事，在很久以前的无尽寒冬的时候，异鬼第一次出现，他们骑着死去的马，将被他们杀死的人复活为尸鬼。罗柏打断了老奶妈的故事，并告诉布兰他的伤永远不会痊愈了，他再也不能走路了。布兰说已经不记得自己如何坠落，还不如就这样死了。

### 在绝境长城
琼恩成为了艾里莎·索恩爵士训练的一名新兵，他轻而易举地击败了所有对手。艾里沙爵士因此斥责其他新兵，并对琼恩恶语相向，称呼他为“雪诺大人”，以嘲笑他私生子的身份，并说他是“这里最没用的人”。琼恩心灰意冷，请求班扬带他到长城以北进行几个月巡逻，但班杨拒绝了他，并告诉琼恩说：“想得到什么样的待遇，就得证明自己有什么样的本事。”
提利昂告诉琼恩，他并是最优秀的，只是更加幸运而已，他接受师傅的训练，其他人却是孤儿或罪犯，他们之前可能从未拿过剑。为了表示歉意，琼恩决定教其他人如何用剑。野人的数量不断增加，守夜人难以抵御，加之有传言异鬼重现，守夜人总司令杰奥·莫尔蒙和伊蒙学士请求提利昂向瑟曦和詹姆求救，给守夜人增援。提利昂虽然怀疑，但答应了他们的请求。在离开绝境长城之前，提利昂实现了自己的愿望——在长城上小便，并与琼恩告别，琼恩也终于接受了这个朋友。

### 在君临城
艾德等人到达君临城，召集御前会议。在王座厅，艾德遇到詹姆·兰尼斯特，谈到詹姆杀死了疯王伊里斯·坦格利安，也就是丹妮莉丝和韦赛里斯的父亲。詹姆提醒艾德，是伊里斯杀害了艾德的父兄，然而，艾德并不认为这是詹姆打破御林铁卫誓言的理由。
艾德加入御前会议，其他成员包括国王的弟弟蓝礼，情报总管瓦里斯，大学士派席尔和财政大臣"小指头"培提尔·贝里席。小指头曾为凯特琳和艾德的哥哥进行决斗，他可能仍然爱着凯特琳。蓝礼宣布，劳勃要举办一场盛大的比武大会，以庆祝艾德就任御前首相。艾德了解到王国已经负债累累，特别是欠了王后的父亲泰温·兰尼斯特一大笔钱。
凯特琳本想秘密进入君临，却被两个士兵带到了小指头开的妓院。小指头表示将她带来这里是为了保护她。瓦里斯声称自己是通过密探得知凯特琳的到来。几人讨论了布兰险些被谋杀的问题。小指头承认刺客的匕首曾经属于他，所有人都大吃一惊。他声称他自己在与提利昂·兰尼斯特赌詹姆·兰尼斯特能否赢得比武时，把匕首输给了他。小指头安排艾德和凯特琳见面，艾德不愿与小指头成为盟友，也不愿让小指头帮忙找到袭击布兰的凶手。
艾德回到自己的房间，发现两个女儿在吵架。艾莉亚对于珊莎为保护乔佛里而说谎感到愤怒。艾德提醒艾莉亚说乔佛里是王子，终有一天会继承王位并娶珊莎为妻。在得知艾莉亚想要成为一名剑客后，他请来布拉佛斯的“水舞者”西利欧·佛瑞尔来教她剑术。

## 制作

### 编剧

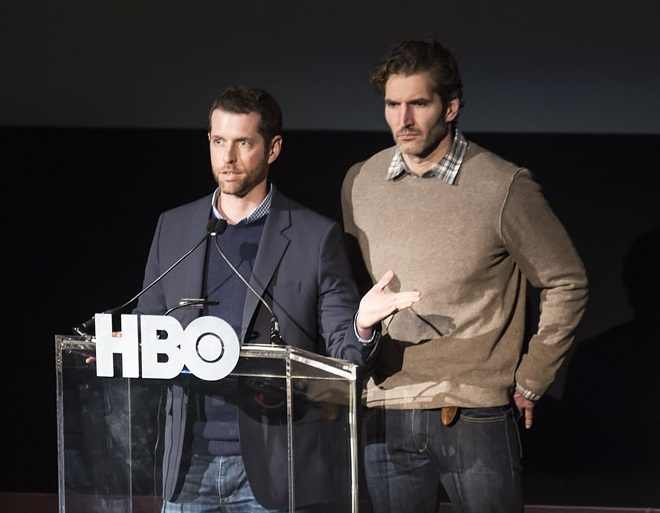
本集是由该剧创作者大卫·贝尼奥夫和D.B.魏斯编写。

雪诺大人由该剧的创作者和执行制片人大卫·贝尼奥夫和D.B.魏斯根据乔治·R·R·马丁撰写的《权力的游戏》改编，内容包括包括第18-22、24和37章。

### 选角
由于故事的新地点扩大到君临和绝境长城，第三集介绍了一些新角色的故事。
在首都，御前会议的成员出场。电视剧《同志亦凡人》和《火线重案组》中的演员埃丹·吉伦扮演了培提尔·贝里席大人，他是国王的财政大臣，被称为“小指头”。格辛·安东尼饰演国王最小的弟弟蓝礼·拜拉席恩。演员罗伊·多特赖斯因健康原因无法出演，资深演员朱利安·格洛弗替代他出演在大学士派席尔，他因出演《帝国反击战》和《夺宝奇兵3：圣战奇兵》而被科幻小说和奇幻小说迷所熟知。本书作者乔治·R·R·马丁评价康勒斯·希尔饰演的情报总管瓦里斯写道：“希尔和瓦里斯一样，他就像变色龙，是一个真正消失在他所饰角色中的演员，他让这个圆滑虚伪的太监活过来了。”伊恩·麦克尔希尼饰演御林铁卫指挥官巴利斯坦·赛尔弥爵士，米尔托斯·约雷穆饰演剑术老师西利欧·佛瑞尔。麦克尔希尼曾在《同志亦凡人》中扮演吉伦的父亲。
在绝境长城，詹姆斯·科斯莫饰演杰奥·莫尔蒙，彼得·沃恩饰演伊蒙学士，欧文·蒂尔饰演新兵训练官艾里沙·索恩爵士，弗朗西斯·麦基饰演尤伦。
在这一集中，威尔士女演员玛格丽特·约翰饰演的老奶妈首次出现。84岁的玛格丽特·约翰于2011年2月2日去世，在去世的几个月前她刚刚完成了权力的游戏的拍摄，这也是她最后一个电视剧角色。在50年的演艺生涯中，她因在BBC电视节目《加文和斯泰西》中扮演多丽丝一角而被人们记住。执行制片人大卫·贝尼奥夫和丹·魏斯发表了一份声明，对她的去世表示哀悼，表示“雪诺大人”是献给她的一集，是为了“纪念玛格丽特·约翰”。

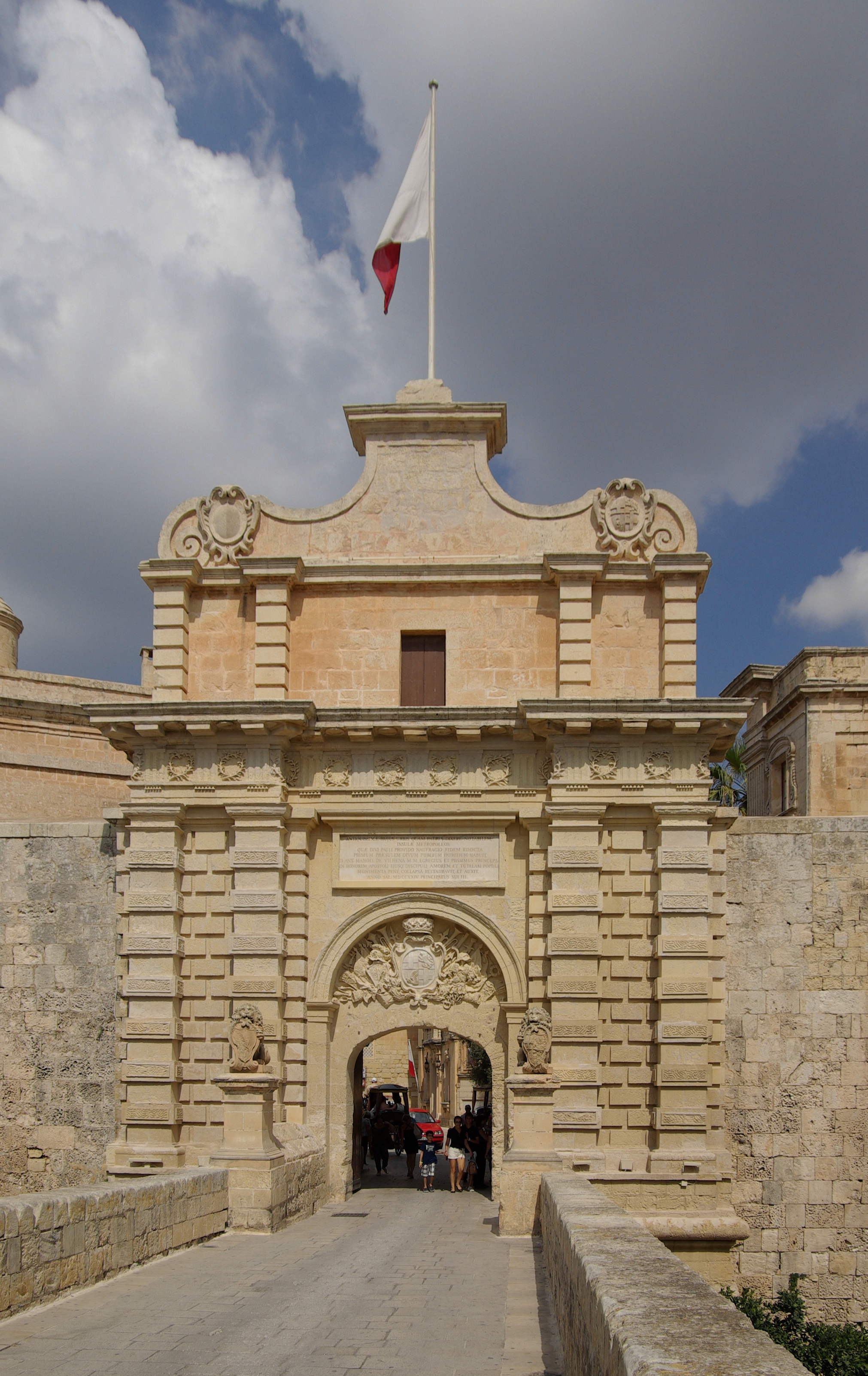
姆迪纳门，即红堡的大门。

### 拍摄地点
为了拍摄绝境长城的场景，制片方在贝尔法斯特以北几分钟车程的马赫拉莫恩废弃采石场上建造了摄影棚。复合布景(包括室外和室内场景)涵盖了黑城堡的一大部分，包括庭院、皇宫、食堂和兵营，并以采石场的石墙作为绝境长城的基础，绝境长城保护维斯特洛人免受外部危险的影响。他们还制造了一个真正的电梯，可以把游骑兵送到长城的顶端。
为拍摄君临城的街道，剧组飞往马耳他。在本集开头，国王随行队伍进入君临走过国王门，其原型是里卡索利堡的大门。凯特琳和罗德里克爵士进入红堡的入口则是姆迪纳门，贝里席的妓院的取景地是姆迪纳的麦斯基塔广场。
扮演罗德里克·凯索爵士的罗恩·多纳奇说，进入君临的那一幕是他最喜欢的一场戏。在参观马耳他首都瓦莱塔的博物馆时，多纳奇看到了一幅描绘骑士骑行穿过姆迪纳门的画作，他为能够做同样的事情感到兴奋，他说：“尤其是，罗德里克爵士穿着全套史塔克式铠甲。”

### 其他
在老奶妈给布兰讲故事的那一幕中，老奶妈提到布兰最喜欢的是关于高个子邓肯爵士的故事。这个故事发生在权力的游戏发生之前的一百年，出现在乔治·R·R·马丁的另一系列中篇小说中。

## 评价

### 收视率
本集的首次播出时有240万观众收看，收视人群比前两集增加了10%。再加上第二次播出，观众达到了310万，考虑到有关本·拉登死亡的新闻在本集的西海岸播出时出现，这样的收视率已经十分优异了。
在英国，收看人数与前一周持平，约为51万人。这一数据成为天空大西洋台的榜首

### 评价
虽然该集播出后收到很多好评，但是许多人认为引入许多新的人物和地点影响了本集的表现。汇总媒体烂番茄调查了本集的10个评价，发现其中80%是积极的，平均得分为8.75分（总分10分）。该网站的评论一致认为，本集是一个有趣却繁琐的过渡集，西恩·宾和吉伦的表现都很突出，但如果本集更多地关注角色的改变和发展会更好。
迈尔斯·麦克纳特在Cultural Learnings网站上写道，本集可能是“前六集中最没有故事性的一集”，不过他强调，这算不上是糟糕的一集，因为本集连贯的叙事表现了该剧很多主题。他还补充说，这一集中出现的剧情为未来几集进行了铺垫。娱乐周刊的詹姆斯·希伯德也认为这是前六集中他最不喜欢的一集，因为角色塑造太多了。然而，HitFix的艾伦·斯宾沃尔却喜欢“本集杂乱无章”，并表示本集的重点在于叙述，而且取得了很好的效果。因为“叙事充满了热情”。IGN的马特·福勒（Matt Fowler）写道，“本集剧情紧凑，充满了大量叙事和背景故事介绍，可能会也可能不会吸引对这个故事感兴趣的新观众——但我自己会仔细琢磨每一句宝贵的台词。”艾伦·塞宾沃尔在HitFix上写了一篇正面评价的文章，他写道：“艾莉亚的剑术课非常精彩，麦茜·威廉姆斯的表演令人满意，新教师西里欧有着埃尼戈·蒙托亚式的幽默感，但这些都是非常细微的细节，通常情况下，没有人能想到这些会成为一个电视剧中的精彩之处”。他还表示：“我喜欢雪诺大人那种松散杂乱的风格，这是一集讲述离乡之人和远古异鬼的过渡集。”
最后一幕，艾莉亚从布拉佛斯的西利欧·佛瑞尔身上学到的第一课尤其出色。来自AOL TV的莫林·瑞安表示，这是她目前为止最喜欢的一场戏。詹姆斯·希伯德评价了剧中所有童星的表现。并表示麦茜·威廉姆斯的表现尤其突出。其他被提及的剧情还包括艾德·史塔克和艾莉亚之间的父女谈心，国王罗伯特和他的御林铁卫成员一起回忆他们的第一次杀戮，以及艾德·史塔克第一次参与御前会议。